# الحباب بن المنذر
الحباب بن المنذر صحابي من الأنصار من بني حرام بن كعب من الخزرج، شهد مع النبي محمد المشاهد كلها، وكان ذو رأي ومشورة، فأخذ النبي محمد برأيه في بعض المواقف، كما كان من المشاركين بالرأي في يوم السقيفة.

## سيرته
شهد الحباب مع النبي محمد المشاهد كلها، وهو الذي سأل النبي محمد يوم بدر حين اختار موضعاً لمعسكره عن سبب الاختيار، فقال: «يا رسول الله، أمنزلاً أنزلكه الله ليس لنا أن نتعداه، ولا نقصر عنه، أم هو الرأي والحرب والمكيدة؟»، فقال النبي محمد: «بل هو الرأي والحرب والمكيدة»، فأشار على النبي محمد بتغيير موضع معسكره ليحولوا بين جيش قريش وماء بدر، وكان معه لواء الخزرج يوم بدر. كما شهد الحباب غزوة أحد، وكان ممن ثبتوا مع النبي محمد يومها، وبايعه على الموت. كما كان الحباب هو من أشار على النبي محمد في غزوة بني قريظة بأن يعسكر بين حصونهم، فيقطع الاتصال بين يهود تلك الحصون.
بعد وفاة النبي محمد، لما اجتمعت الأنصار في سقيفة بني ساعدة لمبايعة سعد بن عبادة، وحضر أبو بكر الصديق وعمر بن الخطاب وأبو عبيدة بن الجراح من المهاجرين، واختلفوا فيمن يَخْلُف النبي محمد، فقام الحباب، وقال: «أنا جُذَيلُها المُحَكَّك، وعُذيقُها المُرَجَّب. منا أمير، ومنكم أمير»، فتجاوزوا رأيه إلى أن حدث التوافق على مبايعة أبي بكر.
توفي الحباب بن المنذر في خلافة عمر بن الخطاب، وقد جاوز الخمسين من عمره، وكان له من الولد خشرم وأم جميل أمهما زينب بنت صيفي بن صخر الخزرجية.
من شعر الحباب بن المنذر: